# Hiroaki Doi
Hiroaki Doi (土井 宏昭, Doi Hiroaki, né le 2 décembre 1978) est un athlète japonais spécialiste du lancer du marteau. 

## Biographie

### Palmarès
| Date | Compétition             | Lieu      | Résultat | Performance |
| ---- | ----------------------- | --------- | -------- | ----------- |
| 2002 | Championnats d'Asie     | Colombo   | 2e       | 70,27 m     |
| 2002 | Jeux asiatiques         | Busan     | 2e       | 69,57 m     |
| 2003 | Championnats d'Asie     | Manille   | 2e       | 70,11 m     |
| 2005 | Championnats d'Asie     | Incheon   | 3e       | 68,50 m     |
| 2005 | Jeux de l'Asie de l'Est | Macao     | 1er      | 70,35 m     |
| 2006 | Jeux asiatiques         | Doha      | 3e       | 69,45 m     |
| 2007 | Championnats d'Asie     | Amman     | 3e       | 70,74 m     |
| 2009 | Championnats d'Asie     | Canton    | 4e       | 69,75 m     |
| 2009 | Jeux de l'Asie de l'Est | Hong Kong | 1er      | 71,25 m     |
| 2010 | Jeux asiatiques         | Canton    | 3e       | 68,72 m     |
| 2011 | Championnats d'Asie     | Kōbe      | 3e       | 70,69 m     |

### Records
| Épreuve           | Performance | Lieu | Date         |
| ----------------- | ----------- | ---- | ------------ |
| Lancer du marteau | 74,08 m     | Inba | 16 juin 2007 |